# Heien

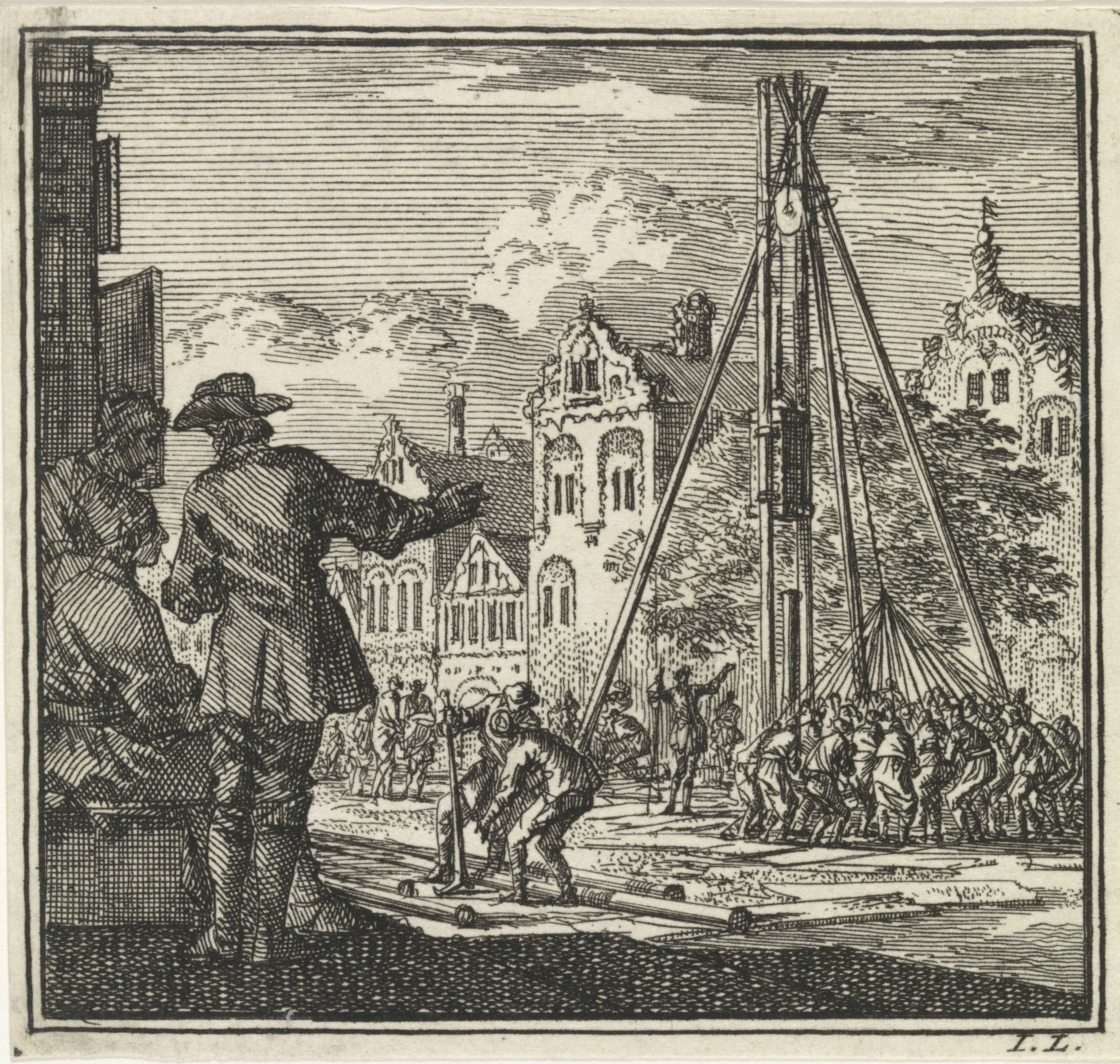
Heien in 1711

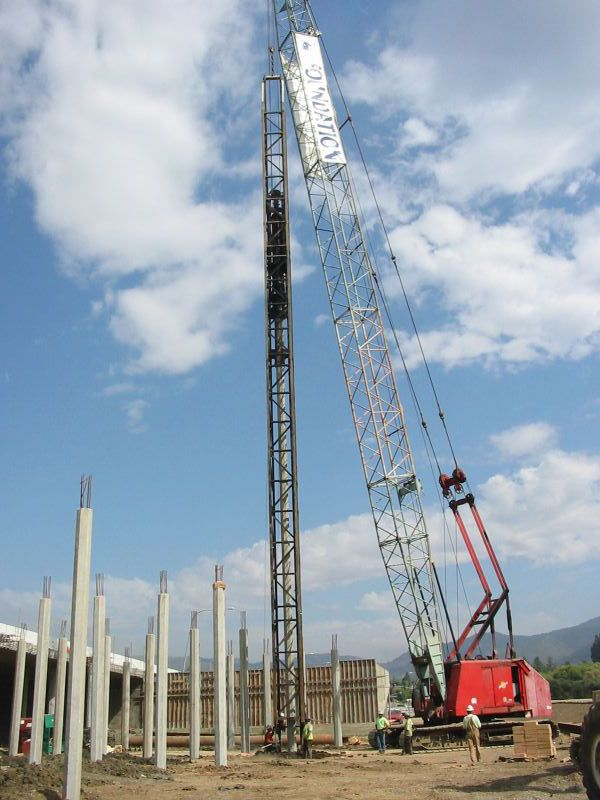
Een heistelling bezig met het heien van palen.

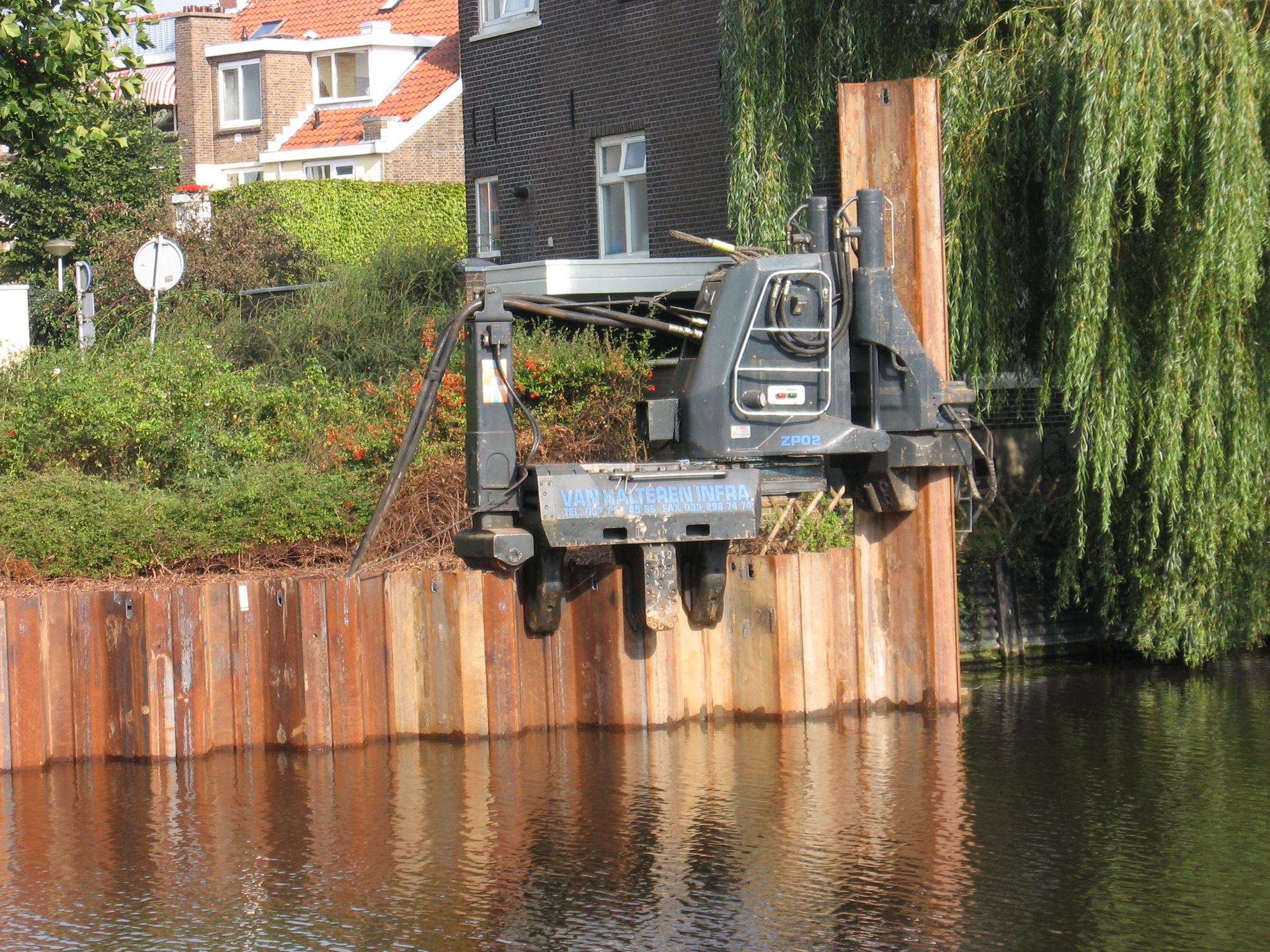
Aanbrengen damwanden als oeverbescherming met een trilblok

Heien is het in de grond indrijven van een stalen, houten of betonnen heipaal of damwand.
Heien gebeurt met een heistelling door middel van het aanhoudend slaan met een heiblok of hydraulische-impacthamer op de kop van de paal of in de paal laten vallen van een valblok, of met een trilblok, welke door trillingen de paal of damwand de grond in drijft.
Indien het heien niet goed uitgevoerd wordt, kan de heipaal kapotgeheid worden en kunnen trillingen in de omgeving veroorzaakt worden. Om het gevaar van het kapotheien van de paalkop te reduceren kan een mutsvulling gebruikt worden. Dit samendrukbare materiaal dempt de piek van de klap en verdeelt de kracht over een langere tijdsperiode. Mutsvulling wordt veelal uitgevoerd in hout of plastic.
Een paalfundering wordt ontworpen op basis van een sondering van de bodem.
Funderingspalen kunnen behalve geheid ook geschroefd of geboord worden. Alternatieven voor damwanden zijn drukken of trillen.
fundering op staal · fundering op putten · grondverbetering · paalfunderingen (lijst van funderingspaalsystemen) · verdichten